# Loïc Lüthi
Loïc Lüthi (Winterthur, 30 settembre 2003) è un calciatore svizzero, difensore del Winterthur.

## Carriera
È cresciuto nel settore giovanile del Winterthur. Nel gennaio del 2022 è passato in prestito al Seuzach in quinta divisione, e l'anno successivo, con la stessa formula, è andato al Kriens.
Rientrato al Winterthur, ha debuttato in prima squadra l'11 novembre 2023 nell'incontro di Super League perso 4-2 contro il San Gallo ed il 30 gennaio 2024 ha segnato il suo primo gol nella partita persa 3-1 contro il Basilea.

## Statistiche

### Presenze e reti nei club
Statistiche aggiornate al 2 febbraio 2025.
| Stagione        | Squadra         | Campionato      | Campionato | Campionato | Coppe nazionali | Coppe nazionali | Coppe nazionali | Coppe continentali | Coppe continentali | Coppe continentali | Altre coppe | Altre coppe | Altre coppe | Totale | Totale | Totale |
| Stagione        | Squadra         | Comp            | Pres       | Reti       | Comp            | Pres            | Reti            | Comp               | Pres               | Reti               | Comp        | Pres        | Reti        | Pres   | Reti   |        |
| --------------- | --------------- | --------------- | ---------- | ---------- | --------------- | --------------- | --------------- | ------------------ | ------------------ | ------------------ | ----------- | ----------- | ----------- | ------ | ------ | ------ |
| gen.-giu. 2022  | Seuzach         | 2L              | 6          | 0          | CS              | 0               | 0               | -                  | -                  | -                  | -           | -           | -           | 6      | 0      |        |
| 2022-2023       | Kriens          | PL              | 24         | 3          | CS              | 2               | 0               | -                  | -                  | -                  | -           | -           | -           | 26     | 3      |        |
| 2023-2024       | Winterthur II   | 1L              | 17         | 1          | -               | -               | -               | -                  | -                  | -                  | -           | -           | -           | 17     | 1      |        |
| 2023-2024       | Winterthur      | SL              | 15         | 1          | CS              | 1               | 0               | -                  | -                  | -                  | -           | -           | -           | 16     | 1      |        |
| 2024-2025       | Winterthur      | SL              | 11         | 0          | CS              | 1               | 0               | -                  | -                  | -                  | -           | -           | -           | 10     | 0      |        |
| Totale carriera | Totale carriera | Totale carriera | 72         | 5          |                 | 4               | 0               |                    | 0                  | 0                  |             | -           | -           | 76     | 5      |        |